# One-Dollar-Beach
Der One-Dollar-Beach ist ein osttimoresischer Strand an der Straße von Wetar. Er liegt im Suco Uma Caduac (Verwaltungsamt Laclo, Gemeinde Manatuto), beim Ort Huiali, an der Grenze zur Gemeinde Dili.

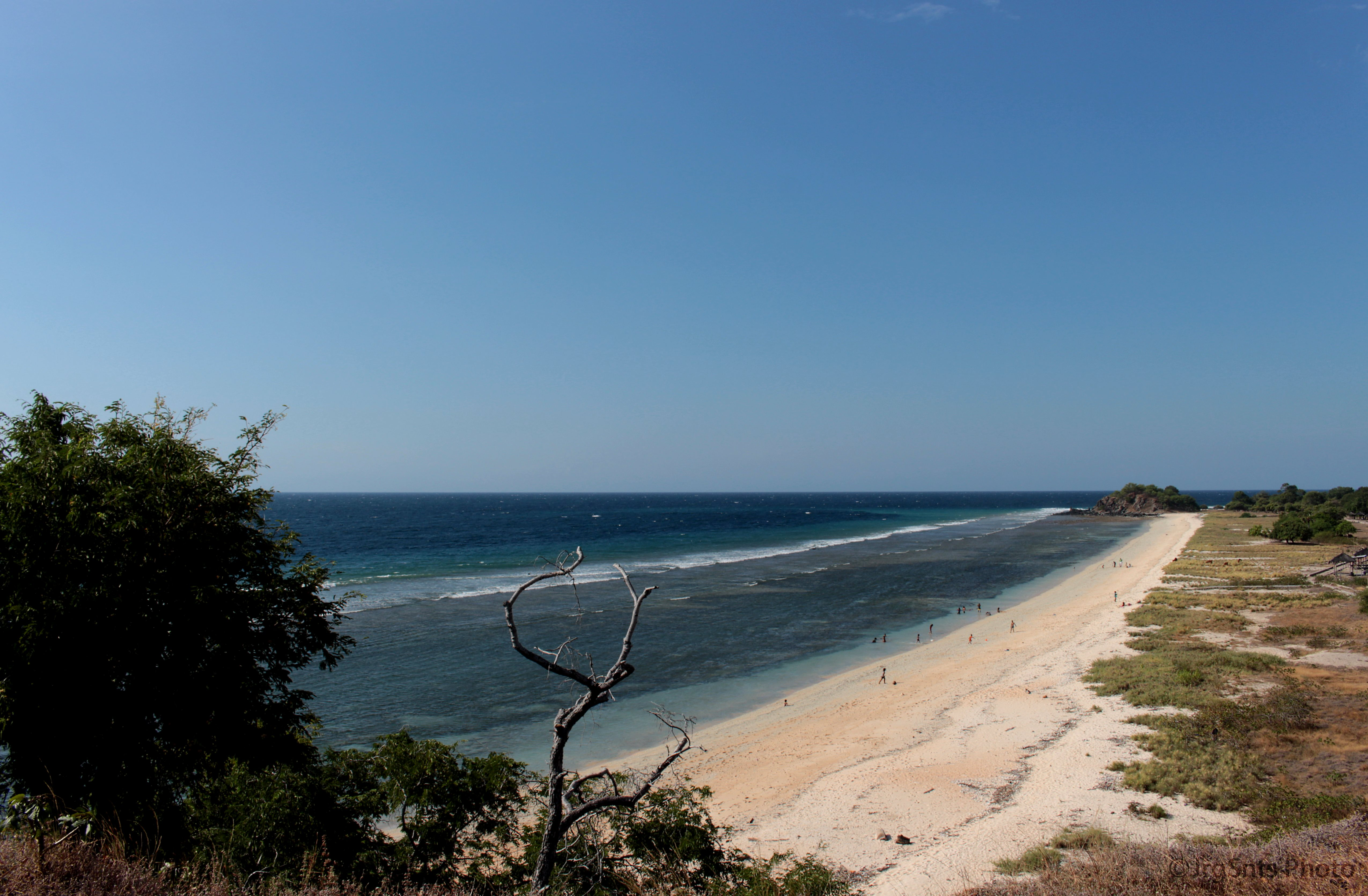
Am One-Dollar-Beach

Der Name „One-Dollar-Beach“ hat sich eingebürgert, weil kurz nach der Unabhängigkeit Osttimors 2002 die Fahrt mit dem Taxi von Dili aus einen US-Dollar gekostet haben soll. Andere Quellen geben an, dass die Einheimischen von Besuchern einen Dollar Parkgebühren verlangt haben.
Der Strand war als Ausflugsziel von der Landeshauptstadt Dili aus beliebt, da er noch als einsames Ziel galt. Die Korallenriffe vor dem Strand laden zum Schnorcheln und Tauchen ein. Der Strand gehört zum Wildschutzgebiet und zur Important Bird Area des Curi. Trotzdem wurde 2018 damit begonnen, hier eine Infrastruktur aufzubauen, nun gibt es zum Beispiel einen großen Pool und Parkplätzen. Inzwischen zerfällt die Infrastruktur wieder.